# Christiane Mitterwallner
Christiane Mitterwallner-Posch (* 10. Juli 1974 in Schladming) ist eine ehemalige österreichische Skirennläuferin. Sie gewann ein Weltcuprennen und eine Bronzemedaille bei Juniorenweltmeisterschaften. Sie berät Spitzensportler und Führungskräfte zu mentalen Selbstführungsthemen.

## Biografie

### Karriere als Sportlerin
Mitterwallner wuchs auf der Reiteralm bei Schladming auf und begann daher schon sehr früh mit dem Skilauf. Im Jahr 1990 wurde sie in den Nachwuchskader des Österreichischen Skiverbandes (ÖSV) aufgenommen. Nach ersten Erfolgen im nationalen Bereich – 1992 wurde sie Österreichische Jugendmeisterin im Super-G – feierte sie ihren ersten großen Erfolg bei den Juniorenweltmeisterschaften 1993 in Monte Campione/Colere mit der Bronzemedaille im Riesenslalom. Im Jänner 1994 bestritt sie in Cortina d’Ampezzo ihr erstes Weltcuprennen, doch wenig später folgte nach einem Bruch des Schienbeinkopfes eine zweijährige Verletzungspause. Nach guten Leistungen im Europacup kam sie ab dem Winter 1995/96 auch wieder öfters im Weltcup zum Einsatz. Vordere Platzierungen blieben zunächst zwar aus, doch sie konnte sich zumindest im Riesenslalom für die Olympischen Winterspiele 1998 in Nagano qualifizieren, wo sie zeitgleich mit der Slowenin Nataša Bokal den 20. Platz belegte.
Der Durchbruch an die Weltspitze gelang Mitterwallner zu Beginn der Saison 1998/99, als sie am 4. Dezember 1998 mit Startnummer 37 überraschend den Super-G in Mammoth Mountain vor Renate Götschl gewann. Wiederholen konnte sie diesen Sieg allerdings nie und auch Podestplätze erreichte sie in den nächsten Jahren nicht mehr. Als zweitbeste Weltcupresultate verzeichnete sie zwei vierte Plätze im Super-G von Maribor am 2. Jänner 1999 und im Riesenslalom von Berchtesgaden am 8. Jänner 2000. Insgesamt fuhr sie achtmal unter die besten zehn. Bei den Weltmeisterschaften 1999 in Vail belegte Mitterwallner den 18. Platz im Riesenslalom und den eher enttäuschenden 20. Platz im Super-G. Für die Weltmeisterschaft 2001 konnte sie sich nicht mehr qualifizieren.
Im Oktober 2002 gab Mitterwallner aufgrund anhaltender gesundheitlicher Probleme im linken Knie nach mehreren Verletzungen und 14 Operationen ihren Rücktritt vom Skirennsport bekannt.

### Nach dem Sport
Während ihrer Sportkarriere absolvierte Mitterwallner eine Lehre zur Restaurantfachfrau. Sie entschied sich jedoch nach Beendigung der Skikarriere einen neuen Weg einzuschlagen und startete mit dem Nachholen der Matura in Form der Studienberechtigungsprüfung. Zeitgleich schrieb sie sich in den Studien Kommunikations- und Sportwissenschaften ein. Daneben arbeitete sie in einem lokalen Salzburger Radiosender als Nachrichtensprecherin. Nach einiger Zeit wechselte sie in das Studium der Psychologie und zog nach Innsbruck. Kurz vor Beendigung des Studiums zog sie nach Wien, um erste Erfahrungen als Wirtschaftspsychologin zu sammeln und ihre Diplomarbeit abzuschließen. Neben der Ausbildung zur Sportpsychologin begann sie ein zweites Studium, einen Masterlehrgang für Supervision, Coaching und Organisationsberatung, den sie 2012 abschloss. Seit 2009 ist sie als Managementcoach und Sportpsychologin selbständig und berät Spitzensportler und Führungskräfte aus der Wirtschaft.

## Erfolge

### Olympische Spiele
- Nagano 1998: 20. Riesenslalom

### Weltmeisterschaften
- Vail 1999: 18. Riesenslalom, 20. Super-G

### Weltcup
- 8 Platzierungen unter den besten zehn, davon 1 Sieg:

| Datum            | Ort              | Land | Disziplin |
| ---------------- | ---------------- | ---- | --------- |
| 4. Dezember 1998 | Mammoth Mountain | USA  | Super-G   |

### Europacup
- Saison 1993/94: 6. Riesenslalomwertung
- 5 Podestplätze, davon 2 Siege:

| Datum             | Ort             | Land       | Disziplin    |
| ----------------- | --------------- | ---------- | ------------ |
| 13. Dezember 1995 | Haus im Ennstal | Österreich | Riesenslalom |
| 23. Jänner 1998   | Schönried       | Schweiz    | Riesenslalom |

### Juniorenweltmeisterschaften
- Maribor 1992: 5. Riesenslalom, 18. Abfahrt
- Monte Campione/Colere 1993: 3. Riesenslalom, 4. Super-G, 5. Kombination, 21. Slalom

### Weitere Erfolge
- Österreichische Jugendmeisterin im Super-G 1992